# دارکلی
دارکلی (به انگلیسی: Darkley) یک روستا در بریتانیا است. دارکلی ۲۲۴ نفر جمعیت دارد.